# Nova Tebas
Nova Tebas ist ein brasilianisches Munizip im Norden des Bundesstaats Paraná. Es hat 6.848 Einwohner (2022), die sich Nova-Tebenser nennen. Seine Fläche beträgt 546 km². Es liegt 639 Meter über dem Meeresspiegel.

## Etymologie
Der erste Name des Orts war Três Barras. Spätestens 1957 bei der Erhebung zum Distrikt wurde er Bela Vista genannt. Schließlich gaben ihm 1987 griechische Einwohner den heutigen Namen Nova Tebas (deutsch: Neu-Theben).

## Geschichte

### Besiedlung
Die Ursprünge der Gemeinde Nova Tebas reichen bis in die 1930er Jahre zurück, als die ersten Anwesen errichtet wurden.

### Erhebung zum Munizip
Nova Tebas wurde durch das Staatsgesetz Nr. 8624 vom 8. Dezember 1987 aus Pitanga ausgegliedert und in den Rang eines Munizips erhoben. Es wurde am 1. Januar 1989 als Munizip installiert.

## Geografie

### Fläche und Lage
Nova Tebas liegt auf dem Terceiro Planalto Paranaense (der Dritten oder Guarapuava-Hochebene von Paraná). Seine Fläche beträgt 546 km². Es liegt auf einer Höhe von 639 Metern.

### Geologie und Böden
Die Böden bestehen aus fruchtbarer Terra-Roxa.

### Vegetation
Das Biom von Nova Tebas ist Mata Atlântica.

### Klima
Das Klima ist gemäßigt warm. Es werden hohe Niederschlagsmengen verzeichnet (1877 mm pro Jahr). Die Klimaklassifikation nach Köppen und Geiger lautet Cfa. Im Jahresdurchschnitt liegt die Temperatur bei 20,3 °C.

### Gewässer
Nova Tebas liegt im Einzugsgebiet des Ivaí. Dessen linker Nebenfluss Rio Corumbataí bildet die östliche Grenze des Munizips. Der Rio Muquilão begrenzt das Munizip im Westen bis zu seiner Mündung in den Corumbataí. Der Rio Vará durchfließt das Munizip in seiner südlichen Hälfte.

### Straßen
Nova Tebas ist über die PR-845 an die PRC-487 von Pitanga nach Campo Mourão angebunden.

### Nachbarmunizipien
|          |                                             | Jardim Alegre und Arapuã |
| Iretama  | Kompassrose, die auf Nachbargemeinden zeigt | Manoel Ribas             |
| Roncador | Pitanga                                     |                          |

## Stadtverwaltung
Bürgermeister: Clodoaldo Fernandes dos Santos, PL (2021–2024)
Vizebürgermeister: Pedro Lourenço, PSB (2021–2024)

## Demografie

### Bevölkerungsentwicklung
| Jahr | Einwohner | Stadt | Land |
| ---- | --------- | ----- | ---- |
| 1991 | 17.587    | 12 %  | 88 % |
| 2000 | 9.476     | 33 %  | 67 % |
| 2010 | 7.398     | 39 %  | 61 % |
| 2022 | 6.848     |       |      |

Quelle: IBGE, bis 2010: Volkszählungen und Volkszählung 2022

### Ethnische Zusammensetzung
| Gruppe * | 1991    | 2000    | 2010    | wer sich als …                                                                   |
| --- | ------- | ------- | ------- | -------------------------------------------------------------------------------- |
| Weiße | 54,7 %  | 75,9 %  | 61,9 %  | weiß bezeichnet                                                                  |
| Schwarze | 7,4 %   | 4,5 %   | 1,4 %   | schwarz bezeichnet                                                               |
| Gelbe | 0,0 %   | 0,0 %   | 0,3 %   | von fernöstlicher Herkunft wie japanisch, chinesisch, koreanisch etc. bezeichnet |
| Braune | 37,5 %  | 19,0 %  | 36,4 %  | braun oder als Mischung aus mehreren Gruppen bezeichnet                          |
| Indigene | 0,4 %   | 0,1 %   | 0,0 %   | Ureinwohner oder Indio bezeichnet                                                |
| ohne Angabe | 0,0 %   | 0,5 %   | 0,0 %   |                                                                                  |
| Gesamt | 100,0 % | 100,0 % | 100,0 % |                                                                                  |
| *) Das IBGE verwendet für Volkszählungen ausschließlich diese fünf Gruppen. Es verzichtet bewusst auf Erläuterungen. Die Zugehörigkeit wird vom Einwohner selbst festgelegt. |         |         |         |                                                                                  |

Quelle: IBGE (Stand: 1991, 2000 und 2010)